# Иън Флеминг (награда)
Наградата „Стоманен кинжал на Иън Флеминг“ (на английски: Ian Fleming Steel Dagger), наричана накратко „Иън Флеминг“, е приз за най-добър трилър, присъждан ежегодно от Асоциацията на британските писатели на криминални романи. От 2002 г. наградата се спонсорира от наследниците на английския писател Иън Флеминг.
С нея Асоциацията отличава произведения, които попадат в рамките на най-широкото определение за роман в жанра трилър. Сюжетите им могат за бъдат поставени във всеки период и включват, но не се ограничават до шпионски роман и/или екшън и приключенски истории. Основното, по което се оценяват творбите, е да са завладяващи за читателите.

## Носители на наградата „Иън Флеминг“
| Година | Получател       | Наименование                    | Издание на български език |
| ------ | --------------- | ------------------------------- | ------------------------- |
| 2002   | Оуън Макнейми   | The Sirius Crossing             |                           |
| 2003   | Дан Феспърман   | The Small Boat of Great Sorrows |                           |
| 2004   | Джефри Дивър    | Garden of Beasts                |                           |
| 2005   | Хенри Портър    | Brandenburg                     |                           |
| 2006   | Ник Стоун       | Mr Clarinet                     |                           |
| 2007   | Джилиан Флин    | Sharp Objects                   | „Отворени рани“           |
| 2008   | Том Роб Смит    | Child 44                        | „Дете 44“                 |
| 2009   | Джон Харт       | The Last Child                  |                           |
| 2010   | Саймън Конуей   | A Loyal Spy                     |                           |
| 2011   | Стив Хамилтън   | The Lock Artist                 |                           |
| 2012   | Чарлс Къминг    | A Foreign Country               | „Чужда територия“         |
| 2013   | Роджър Хобс     | Ghostman                        | „Призрак“                 |
| 2014   | Робърт Харис    | An Officer and a Spy            | „Офицер и шпионин“        |
| 2015   | Карин Слотър    | Cop Town                        |                           |
| 2016   | Дон Уинслоу     | The Cartel                      |                           |
| 2017   | Мик Херон       | Spook Street                    |                           |
| 2018   | Атика Лок       | Bluebird, Bluebird              |                           |
| 2019   | Холи Уот        | To The Lions                    |                           |
| 2020   | Лу Бърни        | November Road                   |                           |
| 2021   | Майкъл Роуботъм | When She Was Good               |                           |
| 2022   | М. У. Крейвън   | Dead Ground                     |                           |
| 2023   | Джон Браунлоу   | Agent Seventeen                 | „Седемнайсет“             |

## Външни връзки
- Официален сайт на наградата

|  | Тази страница частично или изцяло представлява превод на страницата CWA Ian Fleming Steel Dagger в Уикипедия на английски. Оригиналният текст, както и този превод, са защитени от Лиценза „Криейтив Комънс – Признание – Споделяне на споделеното“, а за съдържание, създадено преди юни 2009 година – от Лиценза за свободна документация на ГНУ. Прегледайте историята на редакциите на оригиналната страница, както и на преводната страница, за да видите списъка на съавторите. ВАЖНО: Този шаблон се отнася единствено до авторските права върху съдържанието на статията. Добавянето му не отменя изискването да се посочват конкретни източници на твърденията, които да бъдат благонадеждни. |